# Snigga
Uzasadnienie:  Obie nazwy są wariacją niemieckiej Schnigge (Snigge, Snekja, Snekka), można zatem stworzyć jeden artykuł zawierający oba znaczenia: jako statku wikingów i bałtyckiego żaglowca.
Snigga, sznika lub szika (niem. Schnigge) – niewielki (do 30 m długości), zwrotny i szybki okręt żaglowy z XV–XVI wieku. Miał jeden lub dwa maszty z ożaglowaniem rejowym; załoga mogła liczyć do 90 ludzi. Sniggi występowały we flocie polskiej, gdańskiej i krzyżackiej, biorąc m.in. udział w bitwie na Zalewie Wiślanym.